# Caspar Friedrich Wolff

Caspar Friedrich Wolff (Scherenschnitt, nach 1770)

Caspar Friedrich Wolff (* 18. Januar 1734 in Berlin; † 5. März (nach julianischem Kalender: 22. Februar) 1794 in Sankt Petersburg) war ein deutscher Anatom, Physiologe und Botaniker sowie einer der Begründer der modernen Embryologie (Entwicklungslehre) und Histologie (Gewebelehre). Er konnte anhand mikroskopischer Untersuchungen bei Pflanzen und Tieren die Auffassung der Präformationslehre der Embryonen widerlegen und zeigen, wie diese sich während der Embryogenese entwickeln.

## Biografie

### Frühe Jahre und Ausbildung
Caspar Friedrich Wolff wurde 1734 als Sohn des Schneidermeisters Johann Wolff und dessen Frau Anna Sophie Wolff,v geb. Stiebeler in Berlin geboren. Er hatte mit Christian Friedrich (geboren 1728), Anna Sophia (geboren 1732) und Maria Elisabeth (geboren 1732) drei ältere Geschwister. Sein Vater stammte aus Prenzlau und hatte sich in Berlin niedergelassen und die Bürgerrechte erworben.

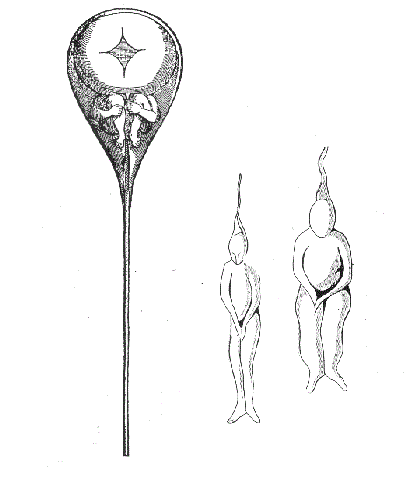
Darstellung der Präformation der Animalculisten: Der Embryo ist im Spermium bereits präformiert und bildet sich durch Ausstülpung (N. Hartsoecker 1695)

Über seine Jugend ist so gut wie gar nichts bekannt, man weiß nur, dass er 1753 mit 19 Jahren das Berliner Collegium medico-chirurgicum, die militärärztliche Ausbildungsstelle der Königlichen Akademie der Wissenschaften zu Berlin besuchte. Hier unterrichteten verschiedene ordentliche Mitglieder der Akademie die Studenten und boten Kurse in Chirurgie, Anatomie, Mikroskopie, Chemie und Botanik an. Unter ihnen befanden sich einige der bekanntesten Forscher der Zeit, etwa Peter Simon Pallas, Johann Friedrich Meckel, Johann Gottlieb Gleditsch, Johann Nathanael Lieberkühn und Johann Heinrich Pott. Vor Wolffs Studienzeit war Pierre-Louis Moreau de Maupertuis der Leiter der Akademie, der außer für eine Expedition nach Lappland zur Gradmessung am Nordpol auch für seine Schriften über die Keimesentwicklung der Tiere bekannt wurde. Er sprach sich gegen die Theorien aus, nach denen der Embryo und damit der Nachwuchs vorgebildet (präformiert) im Ei der Mutter (entsprechend der Theorie der Ovisten) oder im Spermium des Vaters (entsprechend der Theorie der Animalculisten) enthalten sei. Er selbst forschte an der Vererbung von Missbildungen, vor allem von Zehenanomalien bei Hühnern und Hunden und der Sechsfingerigkeit bei einer Berliner Familie, sowie über Bastarde im Tierreich. Die Urzeugungstheorien, die durch Georges-Louis Leclerc de Buffon sowie John Turberville Needham aufgestellt wurde, konnte für ihn die Zeugung nicht erklären und er regte eine intensive mikroskopische Forschung zur Klärung dieser Frage an. Maupertuis verließ Berlin 1752, seine Schriften waren jedoch weiterhin populär und inspirierten auch Caspar Friedrich Wolff bei seinen Studien.

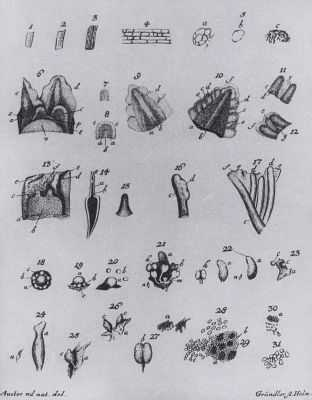
Entwicklung eines Pflanzenkeimlings aus einer einfachen Keimstruktur (Epigenesis, aus der Dissertation von Wolff, 1759)

Im Jahr 1755 ging Wolff an die Medizinische Fakultät nach Halle und arbeitete dort unter Andreas Elias Büchner, dem Dekan der Universität und Präsident der Deutschen Akademie der Naturforscher Leopoldina, an seiner Dissertation mit dem Titel Theoria generationis, die er am 28. November 1759 abschloss. Ob Büchner ihn bei seiner Arbeit tatsächlich unterstützte oder diese unter einem Berliner Doktorvater entstand, ist nicht bekannt, da in der Dissertationsschrift kein Name genannt wird. Beeinflusst wurde er auf jeden Fall durch den Mediziner Philipp Adolph Böhmer, der wie Wolff die Keimesentwicklung aus einfachen Geweben (Epigenese) befürwortete, sowie durch Heinrich Christian Alberti, der regelmäßig botanische Vorlesungen und Exkursionen durchführte. In seiner Arbeit stellte Wolff die Embryonalentwicklung der Pflanzen und die der Tiere anhand von mikroskopischen Untersuchungen dar, außerdem formulierte er eine Theorie, nach der die Entwicklung neuer Organe während der Embryogenese durch eine „wesentliche Kraft“ geschieht, die er nicht genauer benennt, jedoch auch für die Ernährungsprozesse der Organismen zuständig macht. Damit stellt er seine Theorie der Entwicklung des Embryos aus relativ undifferenziertem Gewebe der Theorie der Präformation gegenüber, nach der bereits im Keim sämtliche Strukturen enthalten sein sollten. Seine Arbeit fand sowohl bei Anhängern einer ähnlichen Auffassung als auch bei einer Reihe von Kritikern der Epigenese Anerkennung.

### Beruflicher Einstieg und frühe Lehrtätigkeit
Nachdem Wolff promoviert worden war, bemühte er sich um eine Anstellung als akademischer Lehrer und bewarb sich bei verschiedenen Universitäten, darunter etwa derjenigen in Bützow und die in Rinteln. Gegen Ende des Jahres empfahl der Mathematiker Leonhard Euler, der ein guter Freund Maupertuis’ und stellvertretender Direktor der Berliner Akademie der Wissenschaften war, Wolff für eine Professur an die Universität in Sankt Petersburg. Er beschrieb Wolff als einen jungen Mann:
„welcher ganz vorzüglich sich zur Kaiserl. Academie schicken würde. Derselbe hat ernstlich gar keine Neigung zur Praxis Medica, sondern legt sich einzig und allein auf das Studieren und Experimentieren.“ (nach Jahn 2001, S. 102)
Da seinerzeit allerdings Preußen und Russland im Krieg standen, wurde Wolff zu diesem Zeitpunkt noch nicht nach Sankt Petersburg berufen. Stattdessen diente er von 1761 bis 1763, bis zum Ende des Siebenjährigen Krieges, als Militärarzt im Feldlazarett in Breslau für das Preußische Heer. Hier wurde er vom obersten Feldarzt Christian Andreas Cothenius aufgrund seiner Kenntnisse vom Felddienst befreit und sollte den Feldwundärzten Vorlesungen über Anatomie geben. 1763 wurde das Feldlazarett aufgelöst. Aus dieser Zeit stammt die erste biographische Darstellung seiner Arbeit durch Christian Ludwig Mursinna, den er hier ausbildete und der später sein Assistent wurde. Mursinna, der ab 1787 Professor am Collegium medico-chirurgicum und Chirurg an der Charité wurde, stellte Wolff als sehr guten Lehrer dar:
„Daher alle Wundärzte den fruchtbarsten Unterricht genießen konnten, daran auch bald alle Feld- und Stadtärzte teilnahmen. Wolff hatte einen so ordentlich deutlichen, logischen Vortrag, daß jeder ihn leicht verstand und sich mehr oder weniger gründlich belehren konnte, wie dies die monatlichen Examina bezeugten.“ (nach Jahn 2001, S. 103)
Wolff hatte sich bereits 1762 am Collegium medico-chirurgicum in Berlin darum beworben, Vorlesungen geben zu dürfen. Das Collegium lehnte den Antrag ab, da es eine Sonderregelung gegen die Prämisse dargestellt hätte, dass nur ordentliche Mitglieder der Akademie Vorträge halten durften. Cothenius, der zu diesem Zeitpunkt Dekan am Obercollegium medicum war, erteilte Wolff in der Folge die Erlaubnis, private Vorlesungen zu halten. Dies tat Wolff für vier Jahre sehr erfolgreich, obwohl er anders als die Professoren des Collegiums die Kosten für seine Demonstrationsobjekte sowie die Raummieten selbst tragen musste. Dieser Erfolg war einigen Professoren ein Dorn im Auge; sie und ihre Studenten wurden zu scharfen Kritikern der Lehrmethoden Wolffs.

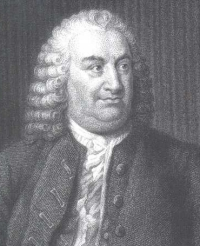
Albrecht von Haller

Die Forschungsarbeit Wolffs konzentrierte sich auch während dieser Zeit sehr stark auf die Beobachtung der Embryonalentwicklung, die er an Hühnerembryonen durchführte. Dabei gelang es ihm immer besser, die Prozesse darzustellen, die später in seiner Veröffentlichung Über die Bildung des Darmkanals in bebrüteten Hühnchen führte. Er stand für diese Arbeiten in ständigem Kontakt mit Albrecht von Haller, der die Epigenesis-Theorie zwar ablehnte, jedoch großes Interesse an Wolffs Arbeiten zeigte. Das Wohlwollen änderte sich nach einer Publikation Wolffs 1766, die sich sehr polemisch gegen die Präformationslehre und vor allem gegen eine Veröffentlichung von Charles Bonnet gegen die Epigenesis richtete. Albrecht von Haller stellte seine Meinung zu Wolffs Theorien mit einem deutlichen Satz in seinem Lehrbuch „Elementa physiologiae corporis humani“ dar: „nulla est epigenesis“ (auf Deutsch: „Es gibt keine Epigenese“). Er begründete diese Festlegung damit, dass nichts aus der Natur heraus, also durch Epigenese, entstehen könne, da es doch von Gott geschaffen werde. Wolff reagierte darauf mit Verwirrung, da er auf der einen Seite seine Epigenesis-Theorie für richtig hielt, auf der anderen die Argumente der Worte von Hallers als gewichtig ansah. Er schrieb:
„daß ich beinahe nicht weiß, was ich in Zukunft hinsichtlich der Entwicklung der Generationentheorie machen soll.“ (nach Jahn 2001, S. 106)
Zur gleichen Zeit erhielt Wolff den Ruf auf einen Lehrstuhl als Professor für Anatomie und Physiologie nach Sankt Petersburg sowie die Einladung, zum Mitglied der dortigen Akademie der Wissenschaften zu werden. Wolff nahm dieses Angebot an und traf am 15. Mai 1767 in Sankt Petersburg ein. Seine embryologischen Arbeiten führte er in Sankt Petersburg nicht weiter, veröffentlichte dort allerdings seine Ergebnisse zur Entstehung des Darmkanals 1769 erstmals.

### Forschungs- und Lehrtätigkeit in Sankt Petersburg
In Sankt Petersburg lagen seine Arbeits- und Aufgabenbereiche vor allem in der Verwaltung des Anatomischen Kabinetts, des Anatomischen Theaters sowie des Botanischen Gartens der Akademie der Wissenschaften. Über sein Berufs- und Familienleben ist aus dieser Zeit allerdings nur sehr wenig bekannt, da es weder autobiographische Notizen noch Beschreibungen von Kollegen oder Freunden gibt. Nach Mursinna heiratete er kurz vor seiner Abreise nach Sankt Petersburg eine gutaussehende Frau, deren Name unbekannt ist. Mit dieser und den gemeinsamen drei Kindern Louisa, Maria und Karl, lebte Wolff auf der Vasilevsker Insel relativ zurückgezogen und widmete sich fast ausschließlich der Arbeit.
Caspar Friedrich Wolff hatte als Anatom unter anderem die Aufgabe, Leichen zu sezieren, die von der Polizei aufgefunden wurden, und sollte die Todesumstände aufzeigen. Er nutzte diese Arbeiten für anatomische Studien und verglich die Ergebnisse mit denen, die er beim Sezieren von gestorbenen Löwen und Tigern des höfischen Tiergartens machte. Des Weiteren untersuchte er anatomische Fehlbildungen (Missgeburten, zu seiner Zeit „Monstra“), die in der anatomischen Sammlung als Alkoholpräparate vorhanden waren und die ihm außerdem als Frischpräparate auf kaiserliche Weisung von den Ärzten des Landes für die Sammlung zur Verfügung gestellt wurden. Wolff arbeitete nicht nur wissenschaftlich an den Präparaten, er versuchte auch, die Ästhetik der Anatomie zu erfassen. Er schrieb:
„Zweifellos besitzen auch die Eingeweide eine eigene wahrhaftige und nicht scheinbare Schönheit. Ich sah bei einigen Monstra das Innere von so erstaunlicher Anmut und Eleganz, daß ich keinen Zweifel daran hege, daß die Natur, die diese Körper schuf, sich auch die Schönheit der Struktur als Ziel gesetzt haben mußte. Ja selbst in den allgemeinsten inneren Organen unseres Körpers herrscht eine bemerkenswerte Schönheit, die leichter aufzuspüren als mit Worten wiederzugeben ist.“ (nach Jahn 2001, S. 107)
Über die Forschung an den Missbildungen wurde auch wieder ein bereits von Maupertuis angesprochener Konflikt zwischen den Präformisten und den Vertretern der Epigenese angeschnitten, den auch Wolff bereits in seiner Dissertation erwähnt hatte: Die Ausbildungen der Monstra konnten nicht dem Willen des Schöpfergottes entsprechen. Wolff hatte in St. Petersburg die einmalige Gelegenheit, eine Sammlung von 42 Monstra zu untersuchen und schrieb dazu umfassende Manuskripte. In seinem Nachlass fand man etwa 1.000 handgeschriebene Seiten zu diesem Thema, gemeinsam mit 52 von ihm gezeichneten Tafeln. Auf etwa 100 Seiten stellte Wolff seine Theorien zur Bildung der Monstra dar:
„Die Monstra stammen nicht von Gott, sondern sind eine Sache der Natur, der der Erfolg versagt geblieben ist.“ (Wolff 1773, nach Jahn 2001, S. 108)
Die Arbeiten von Caspar Friedrich Wolff in Sankt Petersburg wurden in Europa kaum wahrgenommen, andererseits verfolgte Wolff mit Interesse die Diskussion um die Epigenese und vor allem die Arbeiten von Johann Friedrich Blumenbach, der als Nachfolger von Albrecht von Haller ab 1777 in Göttingen wirkte. Blumenbach war ebenso wie Wolff von der Epigenesis überzeugt und gilt heute als derjenige, der den Durchbruch der Epigenesis gegenüber der Präformationslehre in der Forschung bewirkte.
Caspar Friedrich Wolff starb am 22. Februar 1794 an einem Schlaganfall in Sankt Petersburg.

## Werkbetrachtung
Caspar Friedrich Wolff galt während seiner Wirkungszeit als guter Beobachter. Dennoch wurden die Ansätze, seine Beobachtungen durch die Theorie der Epigenese zu erklären, weitestgehend abgelehnt. Sie widersprachen der im 18. Jahrhundert verbreiteten und anerkannten Theorie der Präformation und wurden sogar als unvereinbar mit dem Glauben an die göttliche Schöpfung angesehen. Wolff war zwar nicht der erste Wissenschaftler, der die Präformation verneinte, er war jedoch der erste, der ihr mit seiner ausformulierten Theorie der Epigenesis eine ernsthafte Alternative gegenüberstellte, die auf direkter Beobachtung aufbaute.

### Die DissertationTheoria generationis
Dieser Gegensatz in der Bewertung seiner Arbeit trat erstmals mit seiner in lateinischer Sprache geschriebenen Dissertation Theoria generationis 1759 auf: Während er selbst vor allem auf seine Schlussfolgerungen und Erklärungen für die beschriebenen Entwicklungsvorgänge der Pflanzen und Tiere Wert legte, wurde die Arbeit von der Wissenschaft vor allem aufgrund der sehr guten mikroskopischen Arbeiten und der sorgfältigen Darstellungen des Gesehenen zu Kenntnis genommen.
Wolff beschreibt im ersten Teil dieser Arbeit detailliert die Entwicklung von Pflanzenkeimlingen aus einfachen Keimgeweben und „Bläschen“ (Zellen) zu komplexeren Pflanzen. Dabei entwickeln sich nach seiner Beschreibung durch die Aufnahme von Flüssigkeiten („Ernährungskräfte“) größere Strukturen, Kanälchen und Gefäße, nachfolgend durch Verdunstung feste Strukturen wie Wände, Stängel und Blattrippen. Er beschreibt weiterhin detailliert die Entstehung und Ausbildung von Blütenteilen und Blättern sowie die Bildung von Früchten und Samen. Als Objekte dienten ihm die Stängel der Ackerbohne (Vicia faba) sowie das Fruchtfleisch von Äpfeln und Birnen, in denen er sowohl saftgefüllte Zellen als auch Kanäle ausmachen konnte. Das Wachstum beschrieb er an Stängeln, Blättern und Blüten von Kohl und Kastanie, und er konnte bei seinen Untersuchungen keinerlei vorgefertigte und eingerollte Strukturen entdecken, wie sie die Präformisten forderten. Stattdessen fand er Vegetationspunkte, die er als punctum sive superficies vegetationis beschrieb und aus denen sich die neu wachsenden Strukturen entwickelten. Auch die Befruchtung durch den Pollen konnte er beobachten und beschrieb diese als „Lieferung eines vollkommenen Nahrungsmittels“, welches neues Wachstum und die Bildung eines Embryos bewirkt.

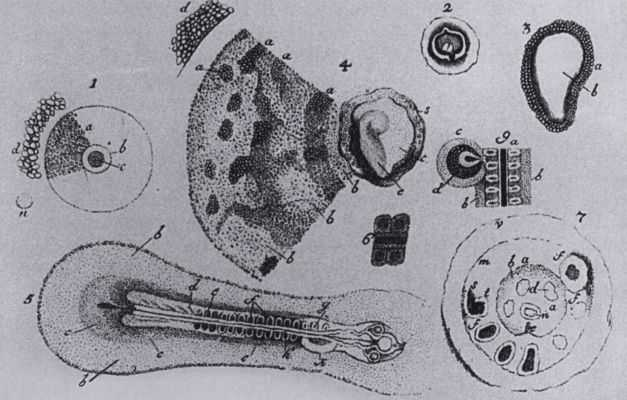
Entwicklungsstadien des Hühnchens (nach Wolff, 1759)

Im zweiten Teil dieser Arbeit beschreibt er ebenso detailliert die Embryonalentwicklung des Hühnerembryos, der sich aus einer einfachen Keimscheibe auf dem Dotter zu einem voll ausgebildeten Küken entwickelt. Dabei entstehen nach seiner Beobachtung alle sichtbaren Organe von den Blutgefäßen über das Herz und die Nieren bis zum Darm, dem er später noch eine weitere, detailliertere Arbeit widmete. In seinen Beobachtungen erkannte er Parallelen zwischen der Entwicklung der Pflanze und des Tieres, die er über seine Prinzipien der „Zeugung“ zu erklären versuchte. Er formulierte entsprechend im dritten Teil der Arbeit die allgemeinen Bildungsgesetze für die Entwicklung der Organismen durch die „Ernährungskraft“ („wesentliche Kraft“) für das Wachstum und die „Erstarrungsfähigkeit“ für die Organbildung, durch die auch Missbildungen entstehen können.
Besonders Albrecht von Haller bezeichnete die Theoria generationis als ein wichtiges Werk, obwohl er die in ihr dargelegte Epigenesis-Theorie ablehnte, und es wird davon ausgegangen, dass sich bereits zu Lebzeiten Wolffs viele Wissenschaftler mit ihm auseinandersetzten. 1774 ließ der Berliner Mediziner Philipp Friedrich Theodor Meckel das Werk nachdrucken und auch Johann Friedrich Blumenbach zitierte es in seinen Werken.

### Die Theorie von der Generation
Im Jahr 1764 folgte mit Die Theorie von der Generation eine Erweiterung der Dissertation in deutscher Sprache, in der er vor allem die Fragen seiner Bekannten und Freunde aufgriff und seine Theorien nochmals verständlich und mit Beispielen belegt darstellte. Die erste Fassung erschien nur in handschriftlicher Form für seine Bekannten, nach dem Beginn seiner Lehrtätigkeit in Berlin veröffentlichte er das Werk auch, um es seinen Studenten zugänglich zu machen.
In einem einführenden Teil erklärte Wolff die Begriffe „Anatomie“, „Physiologie“ sowie insbesondere sein Verständnis von dem Begriff „Generation“, wobei er einen geschichtlichen Abriss von Aristoteles bis in seine eigene Zeit vorlegte. Den wichtigsten Abschnitt des Werkes bildet allerdings eine Rechtfertigung seiner Epigenesis-Theorie gegenüber den Vertretern der Präformationslehre, und er antwortete detailliert, teilweise deutlich polemisch, auf die Kritikpunkte, die Albrecht von Haller und Charles Bonnet an der Epigenesis äußerten. Im Zentrum dieser Abhandlung steht der Gedanke, dass die Natur aus sich heraus in der Lage ist, eine Fülle von Veränderungen zu bewirken.
Im zweiten Teil der Theorie von der Generation wiederholt er die Ergebnisse seiner Dissertation, wobei er an den hinterfragten Stellen deutlicher wurde und vor allem bei der Entwicklung der tierischen Organe sowie bei dem, was er als „Conception“ benennt, deutlicher und klarer wurde. Er stellte in diesem Teil regelmäßig Parallelen zwischen der Entwicklung der Pflanzen und der Tiere dar und stellte deren Gemeinsamkeiten heraus. Außerdem beschrieb er den Aufbau sowohl der Pflanzen als auch der Tiere auf der Basis von drei Organisationsstufen: den „Bläschen“ oder Zellen, die die einfachen Teile bilden, den aus Geweben zusammengesetzten Strukturen wie das Mark der Pflanzen oder die Muskulatur der Tiere, sowie die komplexeren Organe. Nach Wolffs Theorie entstehen die Strukturen auseinander, entweder durch „Excernierung“ (Strukturen werden von anderen Strukturen gebildet) oder durch „Deponierung“ (Strukturen werden mit anderen Strukturen zu neuen verbunden). Dabei glaubte er (im Gegensatz zu der im 19. Jahrhundert aufkommenden Theorie der Vermehrung von Zellen), dass sich alle Strukturen aus einer bis dahin unorganisierten Keimmasse entwickeln, in der noch keine Strukturen vorhanden sind. Die „Conception“, also der Plan für die Differenzierung der Lebewesen, entsteht nach seiner Ansicht durch die Zuführung einer neuen Nährsubstanz, dem Pollen bei der Pflanze oder dem Spermium beim Tier.

### De formatione intestinorum
Als Hauptwerk Wolffs wird bis heute seine Abhandlung über die Bildung des Darmkanals im bebrüteten Hühnchen angesehen, die in lateinischer Sprache unter dem Titel De formatione intestinorum in seinem ersten Jahr in Sankt Petersburg, 1769, erschien. Diese Darstellung war so detailliert, dass sie lange Zeit als eine der wichtigsten Arbeiten im Bereich der Naturbeobachtungen galt.

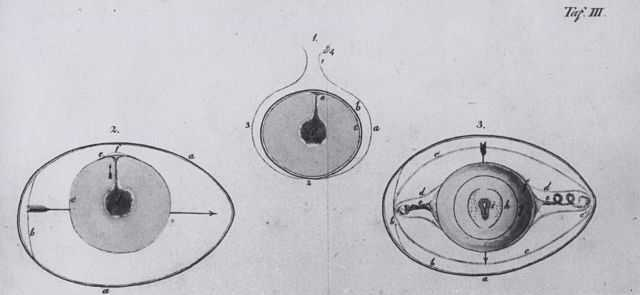
Ontogenese eines Hühnerembryos bis 24 Stunden Bebrütung, nach Karl Ernst von Baer 1828

Zur Untermauerung seiner Epigenesis-Theorien beobachtete er genauestens die Entwicklung des Hühnchens, indem er in regelmäßigen Abständen Eier mit einer genau bekannten Bebrütungszeit nahm und diese unter dem Mikroskop analysierte. Das Ergebnis war eine Serie von Bildern und Beschreibungen, die erstmals ein Organ in seiner Entstehung von der ersten Anlage bis zur vollständigen Ausbildung beschrieb und auf eine blattartige Keimmasse zurückführen konnte, die 1817 in die Keimblattlehre von Christian Heinrich Pander sowie deren Verfeinerung durch Karl Ernst von Baer 1828 mündete. In seiner Darstellung Über die Entwicklungsgeschichte der Thiere aus dem Jahr 1828 heißt es:
„Wolff hat zuerst diese Entwicklungsweise erkannt und vollständig auseinandergesetzt in der größten Meisterarbeit, die wir aus dem Felde der beobachtenden Naturwissenschaften kennen.“ (nach Jahn 2001, S. 113)
Eine noch größere Verbreitung des Werkes erfolgte 1812, als es von Johann Friedrich Meckel dem Jüngeren in deutscher Sprache nachgedruckt wurde.

### Arbeiten in Sankt Petersburg
Die Arbeiten in Sankt Petersburg waren zwar ebenso solide wie die Abhandlungen über die Embryonalentwicklung und die Epigenese, sie hatten jedoch nur sehr wenig Einfluss auf die Wissenschaft der damaligen Zeit und auch der nachfolgenden Generationen. Er beschrieb in dieser Zeit vor allem die Anatomie des Menschen und verschiedener Zootiere sowie verschiedene Missbildungen des Menschen. Diese Arbeiten waren ebenfalls sehr gründlich, vor allem seine Darstellungen der Muskulatur und des Herzens. Die Forschungen zu den Missbildungen verknüpfte er mit den Arbeiten, die er bereits während seiner Dissertation gemacht hatte, und versuchte weiterhin die Kraft zu finden, die diese Veränderungen bewirkt haben könnte (die „wesentliche Kraft“) und schrieb auch einen Preis für die beste Abhandlung zu diesem Thema aus. In der Folge veröffentlichte er 1789 die Beiträge von Johann Friedrich Blumenbach und Ignaz von Born, die er als herausragend einschätzte, und fügte seine eigenen Gedanken über die Vis essentialis bei.
Beeinflusst war Wolff bei seinen medizinischen Theorien im Sinne des Vitalismus von Georg Ernst Stahl.
Als besondere Entdeckung gelten die unveröffentlichten Dokumente Wolffs über die Missbildungen, die Ernst von Baer in seinem Nachlass fand und 1847 erstmals der wissenschaftlichen Öffentlichkeit präsentierte. In diesen Schriften wird deutlich, dass Wolff sich zum einen über die Individualentwicklung und die Entstehung der Missbildungen Gedanken gemacht hatte, zum anderen werden in den Schriften die Grundzüge einer Vererbungslehre erkennbar. So erklärte er etwa die Sechsfingerigkeit als eine „plötzlich zum Vorschein gekommene Organisation“, die auf die Nachkommen weitergegeben wird. Außerdem nahm er eine Merkmalskonstanz an, die er als materia qualificata bezeichnete, und die sich vor einer Veränderung des Individuums ändern müsse (entspricht der heutigen Mutation). Diese Schriften sind allerdings bis heute nur unvollständig erschlossen.

### Wirkung nach seinem Tod
Obwohl Caspar Friedrich Wolff als einer der wichtigsten Naturwissenschaftler seiner Zeit betrachtet werden muss, gibt es kaum Aufzeichnungen über sein Leben, die über die wissenschaftlichen Schriften hinausgehen. Eine erste systematische Zusammenstellung biographischen Materials nahm Ernst von Baer vor, als er 1847 die unbekannten Manuskripte Wolffs vorstellte.
Eine literarische Würdigung erfuhr Wolff 1817 durch den Dichter und Naturforscher Johann Wolfgang von Goethe, der Texte von Wolff über die Pflanzenentwicklung gemeinsam mit seiner eigenen Abhandlung Metamorphose der Pflanzen in der ersten Ausgabe seiner Morphologischen Hefte abdruckte. Im zweiten Heft erfolgte dann der Abdruck von Caspar Friedrich Wolffs erneuertes Andenken von Mursinna.
Eine breitere Bekanntschaft der Schriften Wolffs erfolgte vor allem durch den Druck seines Werks Über die Bildung des Darmkanals in bebrüteten Hühnchen in deutscher Sprache, zumal gemeinsam mit den Veröffentlichungen Goethes 1817 die Erforschung der Embryonalentwicklung durch die Beiträge von Pander und Baer erneut in den Vordergrund des wissenschaftlichen Interesses gerückt wurden. 1840 wurden Wolffs Theorien schließlich in das Handbuch der Physiologie des Menschen von Johannes Müller aufgenommen und wurden dadurch international bekannt. Nach Caspar Friedrich Wolff wurden in diesem Werk verschiedene Strukturen benannt, die er während seiner Arbeit erstmals beschrieb und deren Benennung bis heute gilt. Die bekannteste dieser Entdeckungen stellt dabei der Wolffsche Gang dar; außerdem wird der Mesonephros auch Wolffscher Körper genannt.

## Veröffentlichungen (Auswahl)
Caspar Friedrich Wolff hat in seiner akademischen Laufbahn etwa 40 Veröffentlichungen publiziert, die vor allem in den Zeitungen der Königlichen Akademie der Wissenschaften in Sankt Petersburg erschienen sind. Eine Auswahl stellen folgende Titel dar:
- Theoria generationis, Halle 1759 (deutsche Übersetzung: Ostwalds Klassiker der exakten Wissenschaften Band 84/85, Leipzig 1896, Nachdruck 1999)
  - Theorie von der Generation, in zwei Abhandlungen erklärt und bewiesen, Berlin 1764 (Digitalisat und Volltext im Deutschen Textarchiv)
- De formatione intestinorum, Sankt Petersburg 1769
  - Über die Bildung des Darmkanals in bebrüteten Hühnchen, Halle 1812
- De leone observationes anatomicae, Sankt Petersburg 1771
- Von der eigenthümlichen und wesentlichen Kraft der vegetablischen sowohl, als auch der animalischen Substanz, als Erläuterung zu zwo Preisschriften über die Nutritionskraft, Sankt Petersburg 1789
- Explicatio tabularum anatomicarum VII, VIII et IX, Sankt Petersburg 1801